# IC 2996
IC 2996 је спирална галаксија у сазвјежђу Хидра која се налази на листи објеката дубоког неба у Индекс каталогу.
Деклинација објекта је - 29° 58' 19" а ректасцензија 12h 5m 48,5s. Привидна величина (магнитуда) објекта IC 2996 износи 13,5 а фотографска магнитуда 14,3. Налази се на удаљености од 26,307 милиона парсека од Сунца. IC 2996 је још познат и под ознакама ESO 440-51, MCG -5-29-9, IRAS 12032-2941, PGC 38334.